# Discosporangiales
Discosporangiales es un pequeño grupo de algas feofíceas. Constituye un grupo basal y el más primitivo de Phaeophyceae, presentando simplicidad, crecimiento apical y es morfológicamente filamentoso.